# Anopheles mirans
Anopheles mirans är en tvåvingeart som beskrevs av Sallum och EL Peyton 2005. Anopheles mirans ingår i släktet Anopheles och familjen stickmyggor. Inga underarter finns listade i Catalogue of Life.